# Cenocephalus succinicaptus
Cenocephalus succinicaptus is een keversoort uit de familie snuitkevers (Curculionidae). De wetenschappelijke naam van de soort werd in 1962 gepubliceerd door Karl Eduard Schedl.